# Таковски устанак (слика)
Таковски устанак је назив две приближно идентичне уљане слике које је насликао српски уметник Паја Јовановић. Слике приказују вођу устаника Милоша Обреновића како на Цвети 1815. године подстиче своје сународнике на борбу против Османског царства и започиње Други српски устанак. Овај рад представљао је Краљевину Србију на Светској изложби у Паризу 1900. године.

## Композиција
На слици су обједињене три целине. У позадини са леве стране је црква брвнара. У првом плану на средини представљено је развијање и предаја барјака Сими Милосављевићу Паштрмцу од стране Милоша који стоји на каменој плочи старог гробља у ставу заклетве, док је поред њега архимандрит Мелентије Павловић са крстом. Присутни народ поздравља избор Милоша за вођу са уздигнутим рукама, јатаганима и са три прста. У горњем десном углу назире се таковски грм. Занимљив је и један симболички елемент – скроз лево се појављује дете које млада жена држи а које се попело на крст гроба. Упркос гробовима палих за слободу, увек ће бити нових нараштаја да наставе започету борбу.
На слици се виде и Милутин Савић Гарашанин, учесник оба устанка са испруженом сабљом у руци, Вуле Глигоријевић испред њега, док је иза Гарашанина у кошуљама са широким рукавом, пиштољем за појасом и сабљом у руци Лука Вукомановић. Иза Симе Паштрмца лево су Вукомановићи а десно је Никола Луњевица. До њега стоји војвода Милић Дринчић са уздигнутом руком, док је у самом углу са чалмом на глави и китњастом горњом хаљином Јован Обреновић. Приказани су и Лазар Мутап, кнез Василије из Бершића, Тома Вучић Перишић и остали.

## Прва верзија
Прва верзија, димензија 256×160 цм, насликана је у Паризу 1894. године, а први пут је изложена у Београду почетком следеће године у фотографском атељеу Пајиног брата Милана Јовановића. Наведена је као дело „за приватну галерију Његовог величанства” краља Александра, иако су обе верзије рађене по наруџбини краља у абдикацији Милана Обреновића и Министарства просвете. Налази се у сталној поставци Музеја Другог српског устанка у Такову.

## Друга верзија
Друга верзија је мања и то димензија 190×125,5 цм. Насликана је 1898. године. Као део својих припрема након доласка из Беча, Јовановић је проучавао аутентичне костиме и наоружање из тог времена, посетио је Таково и тамо као и у околини проводио доста времена. Скицирао је цркву брвнару и велико дрво под којим је Милош подигао устанак, као и физиономију људи, ношњу, оружје итд.
Литографска репродукција слике је убрзо постала широко доступна, а Министарство просвете и црквених дела Краљевине Србије испоручило је репродукције гимназијама, учитељским школама и богословијама, што је допринело каснијој популарности слике. Ова верзија је у власништву Народног музеја у Београду. Историчар умјетности Лилијен Филиповић-Робинсон Таковски устанак сматра једним од најфинијих Јовановићевих радова.

## Галерија
- Таковски устанак (Ђура Јакшић)